# Stokfiguur

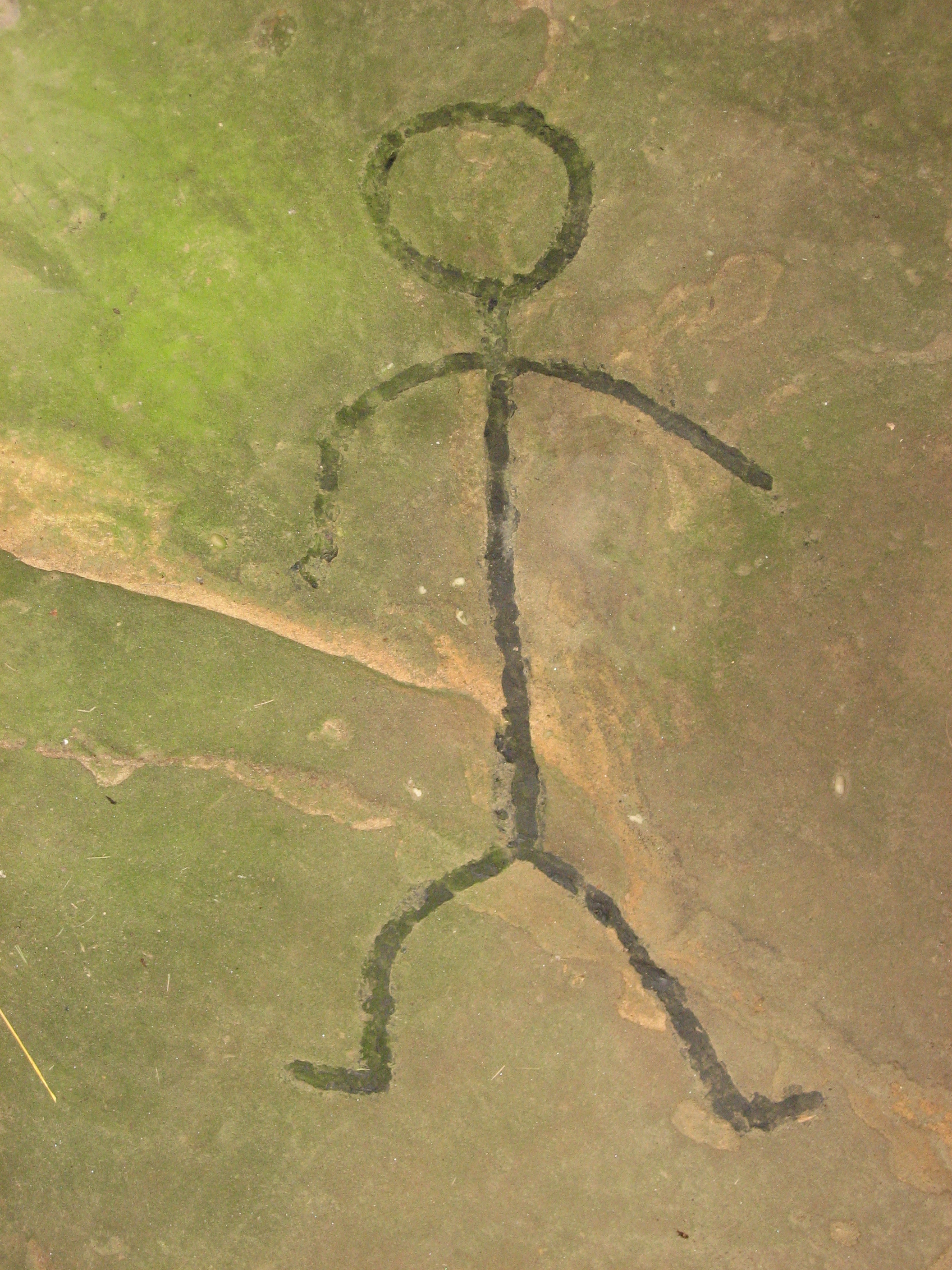
Een van de Leo-petrogliefen van de Fort Ancientcultuur (Ohio, VS, 10e tot 17e eeuw)

Een stokfiguur of stokmannetje is een basale tekening die bestaat uit lijnen en een of meer cirkels, vaak gebaseerd op de vorm van een mens of dier. De eenvoudige uitvoering kan het gevolg zijn van beperkte middelen, een gebrekkige tekentechniek of een onontwikkeld voorstellingsvermogen, maar kan ook een bewuste stijlkeuze zijn.

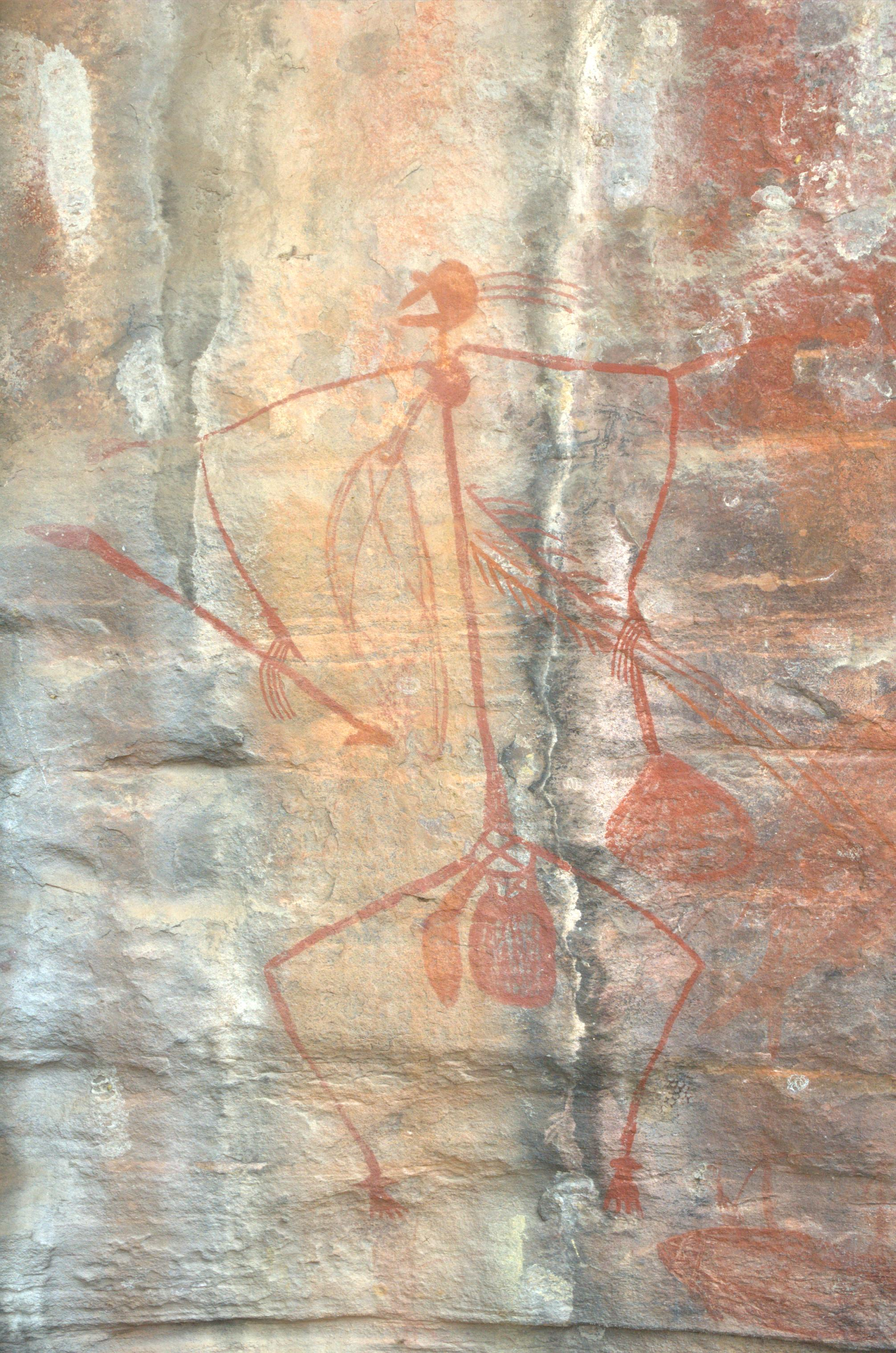
Rotstekening in het Nationaal park Kakadu, Noord-Australië. Ondanks de basale opzet zijn er veel details uitgewerkt, waaronder de wapens, de buit en de sterk uitvergrote geslachtsdelen van de jager. De oudste tekeningen in dit park zijn twintigduizend jaar oud.

Een typische stokfiguur bestaat uit een cirkel (soms met details als ogen, een mond en ruw getekend haar) en de armen, benen en torso als rechte lijnen. De koppoter is een bekende stokfiguur, die verbonden is met een ontwikkelingsfase van kinderen die zich de basisvaardigheden van het waarnemen en tekenen eigen maken.

## Rotstekeningen en petrogliefen
Op uiteenlopende plaatsen in de wereld zijn eeuwenoude rotstekeningen en petrogliefen gevonden met stokfiguren.

## Zie ook

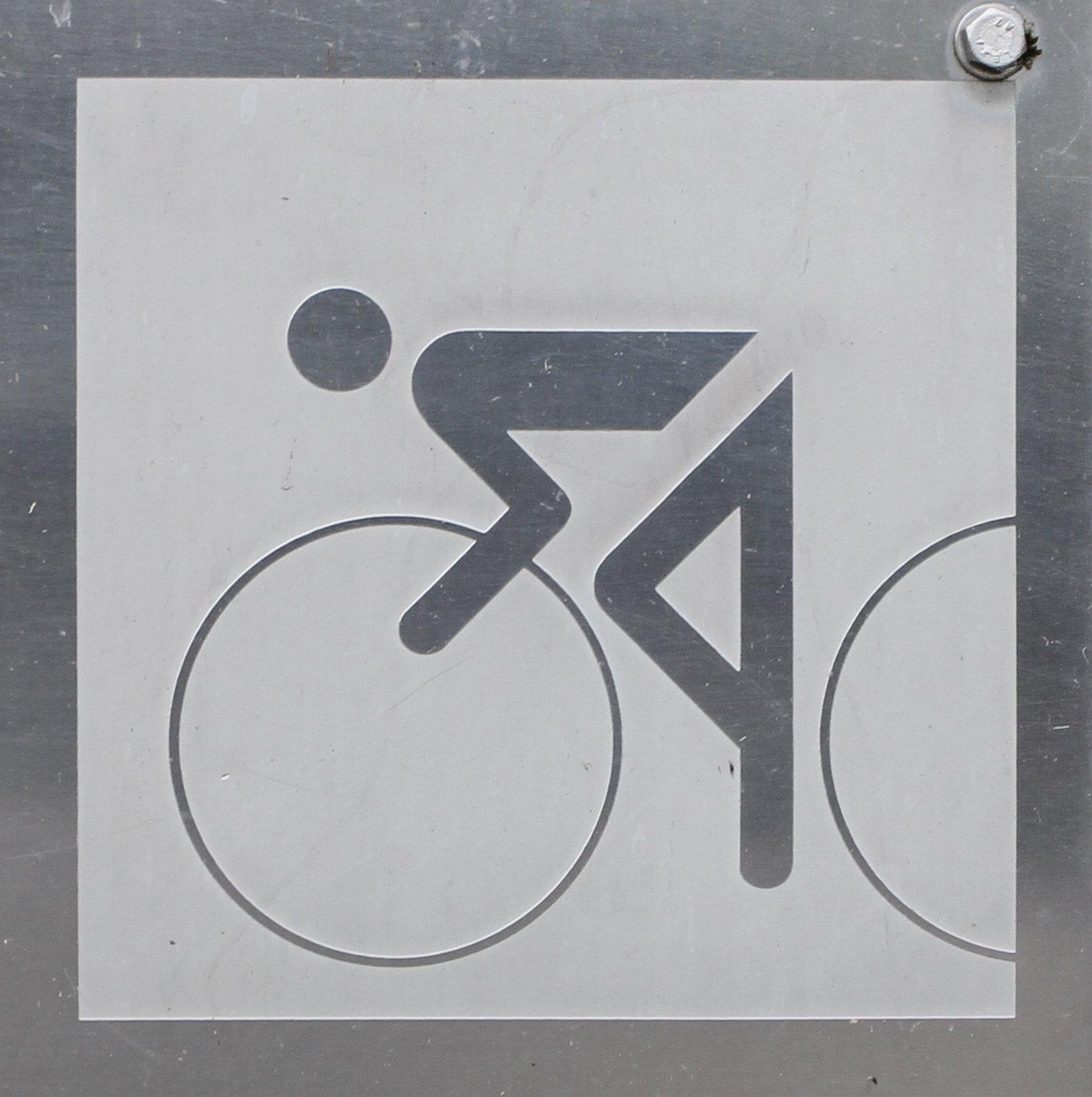
Logo voor het wielrennen op de Olympische Zomerspelen 1972

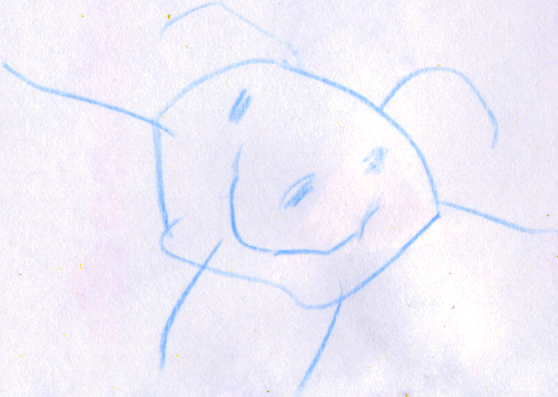
Koppoter, getekend door een jongetje van 4½ jaar